# Saison 10 de Archer
Chronologie
Saison 9 : Danger Island Saison 11
Cet article présente les épisodes de la dixième saison, aussi connu sous le nom Archer : 1999, de la série télévisée d'animation Archer.

## Épisodes
(septembre 2023).
Le contenu est difficilement compréhensible vu les erreurs de traduction, qui sont peut-être dues à l'utilisation d'un logiciel de traduction automatique.
| № | # | Titre                                    | Scénario                 | Première diffusion (États-Unis) | Audience (en millions) |
| --- | - | ---------------------------------------- | ------------------------ | ------------------------------- | ---------------------- |
| 102 | 1 | L'Invité surprise Bort the Garj          | Adam Reed                | 29 mai 2019                     | 0,45                   |
| En route vers la Terre, l'équipage du MV Seamus est en stase alors que le navire traverse Altair Beta. Après avoir détecté un navire détruit par des pirates Dri'n, Malory, qui est un orbe lumineux, réveille Archer. Archer n'a pas besoin d'être convaincu qu'ils doivent monter à bord du navire pour récupérer tout ce qui reste et, pour ne pas réveiller le reste de l'équipage afin que lui et Malory puissent partager n'importe quel butin. L'alerte de proximité réveille Krieger, qui est une forme de vie cybernétique. Il réveille à son tour le reste de l'équipage. Lana, qui co-capitaine du navire avec Archer et qui est son ex-femme, s'oppose à la mission de sauvetage. Ses craintes sont confirmées lorsqu'après l'accostage, une forme de vie extraterrestre monte à bord suivie de coups de feu de pirates Dri'n. Le Seamus se désamarre et sort mais est suivi par plusieurs navires pirates. Pam, Cyril et Cheryl chassent la créature et le trouvent en train de manger des céréales dans la cuisine. Amical et engageant, il s'identifie comme Bort. Le reste de l'équipage arrive dans la cuisine et une fois qu'Archer découvre que Bort vient d'une famille riche, il accepte de livrer Bort sur la lune de Garj contre une récompense. L'équipage est pour le plan, à l'exception de Lana qui ne peut pas faire changer d'avis Archer. Sur le chemin de Garj, le Seamus est attaqué par plusieurs navires pirates. Les tourelles à canon des Seamus en détruisent quelques-unes mais c'est Cheryl, pilotant son propre chasseur, qui sauve la situation. Malgré son talent, elle est blasée par ses actions. L'arrivée sur la lune de Garj révèle un piège avec Bort comme appât. Les pirates Barry 6 et Dri'n attendent car Archer a un compte exceptionnel avec Barry 6. L'équipage sera vendu comme esclave dans les mines pendant que Barry 6 torture Archer. |   |                                          |                          |                                 |                        |
| 103 | 2 | Morituri te salutant Happy Borthday      | Adam Reed                | 5 juin 2019                     | 0,29                   |
| Alors que le reste de l'équipage est toujours emprisonné par Barry 6 et ses troupes spatiales ; Archer est attaché et interrogé par Barry 6 sur la localisation de sa cargaison, qu'Archer a volée. Archer déclare qu'il se trouve dans le coffre-fort du MV Seamus, qui a une autodestruction nucléaire qui se déclenchera lorsque la mauvaise combinaison sera saisie. Archer refuse de donner la combinaison, sachant qu'il sera tué s'il le fait. Barry apporte un oiseau de torture robotique nommé Funbeak. Barry 6 rend visite à l'équipage et les informe qu'ils ont été loués pour la fête d'anniversaire de Bort et participent à des combats de gladiateurs à mort. Le gagnant sera libéré et pourra garder le vaisseau spatial. Lorsque le gang débat de qui doit combattre qui, Krieger déclare qu'en tant qu'être humain synthétique, il ne peut pas blesser un être humain, car cela violerait la première loi de la robotique. Cyril décide alors qu'il va combattre Krieger. Dans son état de plasma, Malory s'envole pour sauver Archer et trouve un bar, tandis que Lana décide de « faire équipe » avec Cheryl et Cyril avec Krieger. Lorsque Krieger demande où cela laisse Pam, Cyril se moque d'elle en déclarant que cela la laisse comme « la fille la plus seule au bal du monstre ». Pam échange ensuite avec Krieger dans l'heureuse anticipation de tuer Cyril. Lana décide que les couples seront elle-même et Cheryl, Krieger et Cyril, avec Pam pour combattre le vainqueur. Elle exige qu'ils rendent les combats réels pour gagner du temps. Archer se fait zapper les organes génitaux par Funbeak et ses cris se font entendre de loin. Malory est toujours coincée au bar, puisque le barman prend son temps pour préparer son martini. Une fois qu'elle a fini son verre, qui, selon elle, était étonnamment bon, elle se zappe dans Funbeak. Barry 6 revient et Malory, contrôlant pleinement Funbeak, zappe à nouveau le pénis d'Archer. Quand il part, Malory veut s'échapper avec Archer seul, laissant le reste derrière, mais Archer veut sauver l'équipage. En attendant, Cyril coupe littéralement Krieger en deux, ce qui fait jaillir du lait de robot. En fuite et se cachant des gardes de l'espace, Malory dit qu'ils pourraient essayer de joindre Ray MVS par radio. Cependant, Ray, vêtu d'un kimono, mange tout le gâteau, comme le spécule correctement Malory. Malory insiste pour laisser les autres derrière lui afin qu'Archer puisse avoir le navire pour lui tout seul. Archer dit cependant que Ray et Malory seraient toujours là, et qu'il ne veut pas assez du navire pour que Lana meure. De retour dans l'arène, Cheryl combat Lana pour de vrai, essayant de la tuer, ce qui donne à Pam une érection grossièrement puante. Finalement, Cyril saute pour sauver Lana, mais Pam intervient et le fracasse contre un pilier. Alors qu'ils se battent jusqu'à la mort, Bort déclare que c'est son 3e ou 4e meilleur anniversaire, auquel Barry 6 répond que s'ils finissent par s'entre-tuer dans l'arène, Bort devra payer pour eux. Cela ne dérange pas Bort, car il a des tonnes d'argent pour son anniversaire. Afin de les empêcher de se battre, Archer élimine un célèbre gladiateur qui est sur la touche et enfile son armure. Il entre alors dans l'arène déguisé. Lana/Cheryl et Pam/Cyril appellent une trêve temporaire pour le combattre, mais il leur révèle que c'est lui. Son plan est de s'enfuir et d'abattre tout le monde sur le chemin. Ils l'ont tous frappé pour cette idée, mais Lana l'accepte, car ils n'ont pas d'autre choix. L'équipage parvient à s'échapper de l'arène, à revenir au navire et à s'envoler. Sur le MV Seamus, Archer essaie d'améliorer le moral, mais Malory mentionne que tout est de la faute d'Archer, puisqu'il a volé quelque chose à Barry 6 et qu'il est toujours dans le coffre-fort. Archer réplique en disant à tout le monde que Malory a touché son pénis avec sa « grosse vieille griffe d'oiseau méchant », ce qui laisse Pam avec une autre érection épouvantablement puante. |   |                                          |                          |                                 |                        |
| 104 | 3 | Entrée, plat et dessert The Leftovers    | Mark Ganek               | 12 juin 2019                    | 0,34                   |
| Le sandwich de Pam ruine le dîner de tout le monde en libérant quelque chose au plus profond d'eux. |   |                                          |                          |                                 |                        |
| 105 | 4 | Lutte intestine Dining with the Zarglorp | Shane Kosakowski         | 12 juin 2019                    | 0,24                   |
| Archer et sa bande de compères s'aventurent dans les entrailles d'un monstre, où ils rencontrent une défenseuse altruiste des droits de l'homme. |   |                                          |                          |                                 |                        |
| 106 | 5 | La bombe humaine Mr Deadly Goes to Town  | Mark Ganek               | 26 juin 2019                    | 0,29                   |
| Le MV Seamus est soudainement sorti de l'hyperespace. Au-dessus d'eux se dresse une station spatiale à l'allure inquiétante. En montant à bord de la gare, ils trouvent des cadavres desséchés appartenant à des soldats d'une ancienne guerre. Malory transmet que la phrase « attention, fin de vie » est inscrite à l'extérieur de la station. Sur le point de partir, ils sont interrompus par une forme de vie qui s'identifie comme Mr Deadly et demande à venir avec eux, sinon ils mourront. Sur le MV Seamus, l'équipage apprend que Mr Deadly est un appareil apocalyptique. Conçu pour mettre fin à une guerre de destruction mutuelle, le conflit a été conclu avant qu'il ne puisse être utilisé et détruire plusieurs systèmes solaires. Après avoir attendu des millénaires, il s'est ennuyé et a attrapé le Seamus. En leur demandant de dire la phrase « s'il vous plaît, faites exploser », Cheryl (qui est excitée par la mort), sort presque les mots avant qu'elle ne soit bâillonnée et taclée. Cheryl est enfermée dans le boudoir de Ray et gardée par Cyril et Ray. Mr Deadly révèle que s'il est tué, il explosera. N'ayant jamais rien vécu, Lana convainc Mr Deadly de vivre un peu et les Seamus se dirigent vers la station Laki. Malory découvre que Krieger a un laboratoire d'armes secret et prévoit de vendre ses armes sur la station. La première expérience de Mr Deadly est la crème glacée, qu'il adore. Lana prévoit de le convaincre de renoncer à mourir. Sur une autre partie de la gare de Laki, Krieger, Malory et Pam sont déçus de ne trouver que deux acheteurs potentiels des armes, Tex et Tav. Les acheteurs ne sont pas impressionnés par les marchandises jusqu'à ce que Malory leur parle de M. Deadly. Dans l'arboretum de la station, Mr Deadly tente en vain de faire exploser un papillon. Tout le monde sauf Lana est en faveur de la vente de Mr Deadly à Tex et Tav sauf Lana. Elle découvre qu'il aimerait se saouler. Cheryl boit plus que Cyril et Ray et s'échappe du boudoir de Ray. Dans un bar de la gare de Laki, Mr Deadly aime le whisky. Tex et Tav arrivent pour prendre Mr Deadly dont il est heureux mais Lana ne l'est pas. Une bagarre éclate et M. Deadly est emmené et emmené dans une chambre d'hôtel par Lana, Archer et Pam. Dans la salle de bain, ils élaborent un plan pour tirer Mr Deadly loin dans l'espace à l'aide du pistolet à rail de la station (situé dans la soute), puis le faire exploser. Cependant, Cheryl les enferme dans la salle de bain et a ensuite des relations sexuelles insatisfaisantes avec Mr Deadly. Archer, Lana et Pam sortent de la salle de bain mais pas à temps pour attraper M. Deadly, qui est parti. Ils sont accueillis par le reste de l'équipage (à l'exception de Cheryl) qui a apporté des armes - dont une bombe à singularité quantique. Se dirigeant vers la soute, Cyril et Ray entament une bagarre avec Tex et Tav, qui sont là avec Mr Deadly. |   |                                          |                          |                                 |                        |
| 107 | 6 | Dopplelgängers Road Trip                 | Mike Arnold              | 10 juillet 2019                 | 0,25                   |
| Un whisky sour renversé provoque un atterrissage d'urgence et une rencontre troublante, qui force l'équipage à revoir sa conception de l'espace et du temps. |   |                                          |                          |                                 |                        |
| 108 | 7 | Les pirates de l'espace Space Pirates    | Kelly Galuska            | 17 juillet 2019                 | 0,26                   |
| Lana et Archer arrêtent leurs chamailleries quand un croiseur de combat pirate mystérieux — et fort intéressant — apparaît. |   |                                          |                          |                                 |                        |
| 109 | 8 | L'envers du décor Cubert                 | Adam Reed, Tesha Kondrat | 24 juillet 2019                 | 0,23                   |
| L'équipage du MV Seamus embarque à bord d'un mystérieux cube réfléchissant qui semble avoir des propriétés différentes de celles connues de tous les membres de l'équipage, y compris Krieger. Lorsque soudain l'équipage découvre que leur nouvel objet a disparu, les membres se dispersent pour traquer leur nouvelle prime. Pour Archer cependant, la chasse devient de plus en plus déroutante avec chaque apparition de personnages et de vêtements qui semblent déplacés mais trop familiers. |   |                                          |                          |                                 |                        |
| 110 | 9 | Ouvre les yeux Robert De Niro            | Adam Reed                | 31 juillet 2019                 | 0,25                   |
| Archer se retrouve devant un tribunal accusé d'avoir agressé Lana avec le magazine de Cheryl, Ray est le juge, Cheryl la sténographe et Cyril est l'avocat de Lana. Quand Cheryl demande pourquoi ils ont une immense salle d'audience dédiée, même si elle doit « dormir essentiellement dans un cercueil ». L'équipage convient qu'il pourrait s'agir de 2,5 courts de squash ou d'un holodeck, même s'ils en ont un, mais ne l'utilisent jamais. Archer, défendu par Michael Gray, de la télévision imaginaire, ne reconnaît pas l'autorité du tribunal, puisqu'il est présidé par un prostitué. Ray précise qu'il est courtisane, bien qu'il ait été juge de la Haute Cour de la Fédération pendant 16 ans. Archer affirme en outre que tout le procès est une imposture afin que Lana puisse voler sa moitié du vaisseau spatial. Lorsqu'il demande à Michael Gray de contre-interroger Lana, Michael répond qu'il y a quelque chose qui ne va pas avec son cerveau et qu'il devrait plaider non coupable pour cause de folie et aussi faire face au fait qu'il l'hallucine. Archer déclare qu'il ne veut plus être représenté par lui, et tout le monde est d'accord pour qu'il n'ait pas d'avocat imaginaire. Quand Archer est sur le point d'interroger Lana, il imagine Lana dans sa tenue habituelle. Malory est alors appelée à être interrogée et a l'apparence exacte de Marlene Dietrich dans Witness for the Prosecution, ce que Archer souligne. Il imagine ensuite Michael Gray portant la même tenue, juste pour trouver l'espace régulier Malory debout à côté de lui. Il imagine alors Pam ordinaire dans son haut orange et sa jupe beige et son collier – et Michael Gray portant la même tenue. Il est sur le point de perdre la tête lorsqu'il y a une alerte de proximité. Krieger devrait être sur le pont, mais il est trop occupé à peindre la scène de la salle d'audience. Tout le monde est impressionné par son art habile, même s'il pense qu'il peut être dérivé. L'équipage se rend compte qu'ils ont une équipe d'embarquement. Alors qu'ils se frayent un chemin à travers les portes, Cyril veut abandonner le navire, mais Lana l'en empêche. Archer, menotté à une barre à main, insiste pour qu'ils le laissent partir, ce à quoi tout le monde sauf Lana est d'accord. Elle rappelle à tout le monde qu'il l'a agressée sexuellement avec un magazine enroulé, que Cheryl pleure toujours alors qu'elle le transporte. Archer s'excuse pour son comportement et promet que Lana pourra le punir par la suite, mais maintenant il doit faire de l'escrime. Alors que Barry 6 et ses hommes de l'espace s'infiltrent dans le vaisseau, l'équipage attrape tous les bras. Archer leur dit d'attirer Barry 6 dans le holodeck. Krieger active les mitrailleuses et tire toutes les munitions. Cependant, Barry 6 et ses hommes sont derrière eux, pas dans la ligne de mire. Malory se transforme en sa forme plasma pour attirer l'équipe d'embarquement dans le holodeck. Barry 6 refuse de croire que Malory les attire. Pendant ce temps, le reste de l'équipage arrive au holodeck. Archer transforme la pièce en un vieux saloon occidental avec Michael Gray jouant du piano. Alors que Malory prend un verre, l'équipage se cache derrière le bar lorsque Barry 6 et les Dri'n entrent. L'éclatement de feu de suppression de Cyril est étonnamment efficace car il tue tous les Dri'n, ce qui rend Archer enragé qui voulait être le héros. Cyril apparaît brièvement à Archer dans son état de réalité. Barry 6 défie Archer dans une bataille en tête-à-tête et il active le système d'autodestruction MV Seamus, réglant la minuterie sur 2 minutes. Il a piraté le système car le mot de passe était GUEST. Tout le monde, y compris Barry 6, prend sa forme de réalité. Archer dit à l'équipage de se rendre à la capsule de sauvetage. Lana entraîne Malory dehors, qui refuse de laisser Archer seul. Barry est d'accord avec la destruction mutuelle pour se venger d'Archer ayant des relations sexuelles anales avec son fiancé Framboise (dont Archer ne se souvient pas du nom ou de l'apparence). Alors que l'équipage s'envole sur la capsule de sauvetage, Barry et Archer se battent dans le salon. Archer, appuyé sur le sol, rit, déclarant qu'ils sont en sécurité. Barry demande s'ils sont vraiment en sécurité, ce à quoi Archer dit oui. Barry lui dit que maintenant il devient le grand homme, auquel Archer répond qu'il est énorme. Selon Barry, ce n'est pas ce qu'a dit Framboise. Archer jure qu'il avait quelque chose pour ça, mais à ce moment-là, le vaisseau spatial explose. Ceci est suivi d'un flashback contenant de nombreuses scènes des saisons précédentes et culminant avec Archer se réveillant de son coma à l'hôpital. Quand Malory voit cela, elle casse un autre verre. Une infirmière nommée Gladys entre dans la pièce, également pour trouver Archer éveillé. Lorsqu'on lui demande pourquoi il est à l'hôpital, Malory lui dit qu'il a été abattu par une folle. Elle lui verse alors un verre en prétendant qu'il va en avoir besoin, après tout il est là depuis 3 ans. Gladys veut appeler un médecin, mais Malory ne voit pas l'intérêt de l'appeler un dimanche à minuit. Archer demande pourquoi Malory est là un dimanche à minuit, ce à quoi Gladys répond qu'elle est toujours là. Archer se rend compte que Malory a son propre canapé et son propre lit dans sa chambre, car elle voulait être là quand il se réveille. Gladys les laisse seuls. Archer pose des questions sur Lana, mais Malory dit que c'est un sujet pour une autre fois. Les larmes aux yeux, elle dit que l'important est qu'il soit de retour et qu'ils soient ensemble, après tout, la vraie histoire a toujours été à propos de lui et de Malory, qui, quand on y pense, dans son cœur, a toujours été une histoire d'amour. |   |                                          |                          |                                 |                        |